# Référendum soviétique de 1991
Le référendum soviétique de 1991 est un référendum organisé le 17 mars 1991 en Union soviétique afin de permettre à la population de se prononcer sur la préservation de l'Union soviétique sous la forme d'une fédération nommée l'Union des républiques souveraines soviétiques. 
Il s'agit de l'unique référendum ayant eu lieu en Union soviétique,. Il voit la proposition approuvée à une large majorité des suffrages exprimés.

## Question
La question posée est : 

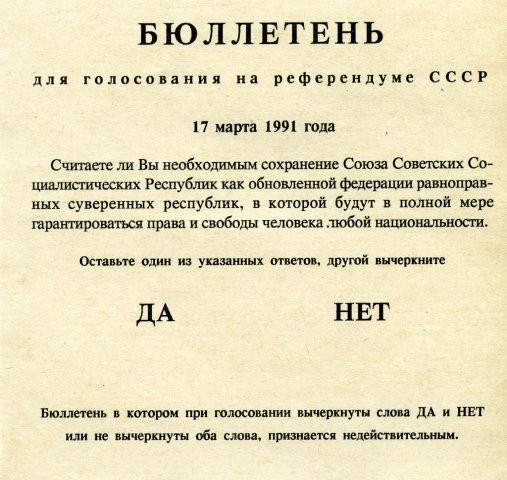
Bulletin de vote utilisé

« Pensez-vous qu'il est nécessaire de préserver l'URSS sous forme d'une fédération renouvelée de républiques souveraines égales où les droits et les libertés de chacun, quelle que soit la nationalité, seront pleinement garanties ? »

## Résultat
| Choix                     | Votes       | %     |
| ------------------------- | ----------- | ----- |
| Pour                      | 113 512 812 | 77,85 |
| Contre                    | 32 303 977  | 22,15 |
|                           |             |       |
| Votes valides             | 145 816 789 | 98,14 |
| Votes blancs ou invalides | 2 757 817   | 1,86  |
| Total                     | 148 574 606 | 100   |
| Abstentions               | 37 072 749  | 19,97 |
| Inscrits/participation    | 185 647 355 | 80,03 |

| Pour 113 512 812 (77,85 %) |  |  | Contre 32 303 977 (22,15 %) |
| ▲                          |  |  |                             |
| Majorité absolue           |  |  |                             |

## Analyse
Le référendum est largement approuvé avec une participation de 80,03 % pour 77,85 % de votes positifs. Le oui l’emporte ainsi dans l'ensemble des neuf républiques socialistes soviétiques participantes (Russie, Biélorussie, Ukraine, Kazakhstan, Ouzbékistan, Tadjikistan, Azerbaïdjan, Turkménistan, Kirghizstan). Le vote fait cependant l'objet d'un boycott par les autorités politiques de l'Arménie, de la Géorgie, de l'Estonie, de la Lettonie, de la Lituanie et de la Moldavie.
Le résultat est rendu obsolète par la suite des évènements politiques ayant menés à la dislocation de l'URSS, entérinée par l'accord de Minsk entre les dirigeants de la Russie, de l'Ukraine et de la Biélorussie.